# II liga polska w piłce siatkowej mężczyzn (2005/2006)
II liga polska w piłce siatkowej mężczyzn 2005/2006 – 16. edycja ligowych rozgrywek siatkarskich trzeciego szczebla, organizowanych przez Polski Związek Piłki Siatkowej pod nazwą II liga.
Zmagania toczą się potrójnie:
1. Etap I (dwurundowa faza zasadnicza) – przeprowadzona w formule ligowej, systemem kołowym (tj. "każdy z każdym - mecz i rewanż"). Miała na celu wyłonienie dwóch grup: walczącej o awans do I ligi i walczącej o utrzymanie się w II lidze polskiej.
2. Etap II (dwurundowa faza play-off) – przeprowadzona w systemem pucharowym. Rywalizacja toczyła się o miejsca 1-4 oraz o utrzymanie. Przystąpiło do niej 8 drużyn.
3. Etap III (baraże o awans) - jedna runda barażowa rozegrana systemem pucharowym. Wzięli w niej udział zwycięzcy poszczególnych grup II ligi. Miała za zadanie wyłonić 2 zespoły, które awansują bezpośrednio do I ligi.

## Drużyny uczestniczące

### Grupa 1
Grupę 1 tworzą kluby z województw: dolnośląskiego (części), lubuskiego, pomorskiego, wielkopolskiego i zachodniopomorskiego.
| | Uczestnicy poprzedniej edycji  |   |
| --- | ------------------------------ | - |
| ZG | AZS Gwardia Gubin Zielona Góra | 2 |
| SZC | Morze Bałtyk Szczecin          | 3 |
| GDA | Energa Gedania Gdańsk          | 4 |
| LEG | Ikar Legnica                   | 4 |
| GŁO | SPS Chrobry-Vivo Głogów        | 5 |
| POZ | KS Inotel Poznań               | 6 |
| WOŁ | TKKF Pomet Razem Wołów         | 6 |
| | Awans z III ligi               |   |
| SUL | Orion Sulechów                 |   |
| Oznaczenia: - kolumna pierwsza – skróty nazw drużyn wpisane na mapie (jeśli ta została zamieszczona), - kolumna trzecia – miejsce zajęte przez daną drużynę w poprzednim sezonie. |                                |   |

### Grupa 2
Grupę 2 tworzą kluby z województw: dolnośląskiego (części), łódzkiego (części), opolskiego oraz śląskiego (części).
| | Uczestnicy poprzedniej edycji                  |    |
| --- | ---------------------------------------------- | -- |
| CZE | Delic-Pol Norwid Częstochowa                   | 2  |
| CRZ | Czarni Rząśnia                                 | 3  |
| WAŁ | TS Juventur Wałbrzych                          | 5  |
| | Spadek z I ligi                                |    |
| GLI | Wasko AZS Politechnika Śląska Gliwice          | 13 |
| OPO | AZS Politechnika Opolska Cementownia Odra S.A. | 14 |
| | Awans z III ligi                               |    |
| SYC | Rosiek Syców                                   |    |
| STO | UKS Karo Strzelce Opolskie                     |    |
| ŁÓD | UKS SMS Łódź                                   |    |
| Oznaczenia: - kolumna pierwsza – skróty nazw drużyn wpisane na mapie (jeśli ta została zamieszczona), - kolumna trzecia – miejsce zajęte przez daną drużynę w poprzednim sezonie. |                                                |    |

### Grupa 3
Grupę 3 tworzą kluby z województw: łódzkiego (części), mazowieckiego i warmińsko-mazurskiego.
| | Uczestnicy poprzedniej edycji |    |
| --- | ----------------------------- | -- |
| SZC | PKS Gwardia Szczytno          | 2  |
| WIL | Wilga Garwolin                | 3  |
| LEG | CWKS Legia Warszawa           | 4  |
| WRK | WTS Warka                     | 5  |
| OST | Net Ostrołęka                 | 6  |
| | Spadek z I ligi               |    |
| ZDU | SPS Zduńska Wola              | 12 |
| WOŁ | KPS Wołomin                   | 11 |
| | Awans z III ligi              |    |
| RAD | Jadar Radom II                |    |
| SPA | SMS PZPS Spała II             |    |
| Oznaczenia: - kolumna pierwsza – skróty nazw drużyn wpisane na mapie (jeśli ta została zamieszczona), - kolumna trzecia – miejsce zajęte przez daną drużynę w poprzednim sezonie. |                               |    |

### Grupa 4
Grupę 4 tworzą kluby z województw: małopolskiego, podkarpackiego, śląskiego (części) i lubelskiego.
| | Uczestnicy poprzedniej edycji |   |
| --- | ----------------------------- | - |
| BED | MKS MOS Będzin                | 2 |
| LUB | ZKS Cukrownik Lublin          | 3 |
| ROP | KS Błękitni Ropczyce          | 4 |
| RAC | KS AZS Rafako Racibórz        | 5 |
| AND | MKS Andrychów                 | 6 |
| BRZ | Okocimski Brzesko             | 7 |
| | Awans z III ligi              |   |
| KRO | Karpaty Krosno                |   |
| NIS | Orkan Nisko                   |   |
| Oznaczenia: - kolumna pierwsza – skróty nazw drużyn wpisane na mapie (jeśli ta została zamieszczona), - kolumna trzecia – miejsce zajęte przez daną drużynę w poprzednim sezonie. |                               |   |

## Grupa 1
| Lp. | Drużyna                        |
| --- | ------------------------------ |
| 1   | Inotel Poznań                  |
| 2   | KS Morze Bałtyk Szczecin       |
| 3   | AZS Gwardia Gubin Zielona Góra |
| 4   | Energa Gedania Gdańsk          |
| 5   | Ikar Legnica                   |
| 6   | Orion Sulechów                 |
| 7   | SPS Chrobry-Vivo Głogów        |
| 8   | TKKF Pomet Razem Wołów         |

     awans do baraży o I ligę
     baraż o utrzymanie (z drużyną z III ligi)

## Grupa 2
| Lp. | Drużyna                                   |
| --- | ----------------------------------------- |
| 1   | Juventur Wałbrzych                        |
| 2   | Rosiek Syców                              |
| 3   | AZS Politechnika Śląska Gliwice           |
| 4   | Czarni Rząśnia                            |
| 5   | Delic-Pol Norwid Częstochowa              |
| 6   | AZS Politechnika Opolska Cementownia Odra |
| 7   | Karo Strzelce Opolskie                    |
| 8   | UKS SMS Łódź                              |

     awans do baraży o I ligę
     baraż o utrzymanie (z drużyną z III ligi)

## Grupa 3
| Lp. | Drużyna             |
| --- | ------------------- |
| 1   | SPS Zduńska Wola    |
| 2   | WTS Warka           |
| 3   | Wilga Garwolin      |
| 4   | Net Ostrołęka       |
| 5   | Jadar Radom II      |
| 6   | Gwardia Szczytno    |
| 7   | CWKS Legia Warszawa |
| 8   | KPS Wołomin         |
| 9   | SMS PZPS Spała II   |

     awans do baraży o I ligę
     baraż o utrzymanie (z drużyną z III ligi)

## Grupa 4
| Lp. | Drużyna                |
| --- | ---------------------- |
| 1   | Błękitni Ropczyce      |
| 2   | MKS MOS Będzin         |
| 3   | MKS Andrychów          |
| 4   | KS AZS Rafako Racibórz |
| 5   | Cukrownik Lublin       |
| 6   | Karpaty Krosno         |
| 7   | Okocimski Brzesko      |
| 8   | Orkan Nisko            |

     awans do baraży o I ligę
     baraż o utrzymanie (z drużyną z III ligi)

## Baraże o awans do I ligi
(do trzech zwycięstw)
| Data       | Drużyna 1            | Wynik | Drużyna 2            | Sety                              |
| ---------- | -------------------- | ----- | -------------------- | --------------------------------- |
| 01.04.2006 | Inotel Poznań        | 3:0   | Juventur Wałbrzych   | 25:23, 25:16, 25:18               |
| 02.04.2006 | Inotel Poznań        | 3:1   | Juventur Wałbrzych   | 25:16, 25:16, 23:25, 25:22        |
| 08.04.2006 | Juventur Wałbrzych   | 1:3   | Inotel Poznań        | 25:14, 25:27, 24:26, 19:25        |
|            |                      |       |                      |                                   |
| 01.04.2006 | SPS Zduńska Wola     | 3:2   | KS Błękitni Ropczyce | 19:25, 27:25, 20:25, 25:23, 15:13 |
| 02.04.2006 | SPS Zduńska Wola     | 3:1   | KS Błękitni Ropczyce | 25:18, 25:17, 24:26, 25:21        |
| 08.04.2006 | KS Błękitni Ropczyce | 3:1   | SPS Zduńska Wola     | 26:24, 25:21, 18:25, 25:13        |
| 09.04.2006 | KS Błękitni Ropczyce | 1:3   | SPS Zduńska Wola     | 20:25, 25:23, 22:25, 21:25        |